# Болком, Уильям
Уильям Элден Болком (англ. William Bolcom; 26 мая 1938, Сиэтл, штат Вашингтон США) — американский композитор и пианист. Лауреат Пулитцеровской премии, обладатель Национальной медали искусств, лауреат двух премий Грэмми и Детройтской музыкальной премии.

## Биография
С 11 лет изучал композицию в Университете Штата Вашингтон, под руководством композитора-модерниста Джорджа Фредерика Маккея. Там же занимался по классу фортепиано. Позже учился в Миллс Колледже в Сан-Франциско у Дариюса Мийо. Учился в Стенфордском Университете и Парижской Консерватории у Оливье Мессиана.
Ранний период творчества отмечен влиянием Булеза и Штокхаузена, большинство сочинений выполнены в серийной технике. Позднее композитор, работает в разных направлениях академической музыки, пытаясь сочетать её с эстрадными жанрами.
Как пианист выступает в тесном сотрудничестве со своей женой, певицей меццо-сопрано Джоан Моррис.